# Fàbrica Masias de Sant Joan les Fonts
La Fàbrica Masias de Sant Joan les Fonts és una obra de Sant Joan les Fonts (Garrotxa) inclosa a l'Inventari del Patrimoni Arquitectònic de Catalunya.

## Descripció
La fàbrica de filats de Can Masies conserva una bonica tribuna que formava part de l'habitatge dels amos dins la fàbrica. És remarcable per la seva ornamentació, feta de terra cuita i boles vidriades de color groc i verd. Cal destacar la cresta que la corona amb motius de fullatges estilitzats de color ocre. La resta de l'edifici no té res de remarcable.

## Història
Durant la segona meitat del segle xix i principis del XX, es generà un fort nucli industrial. Entre Olot i Sant Joan les Fonts, especialment a les vores de Fluvià, es comptabilitzaren una cinquantena de fàbriques de teixits, paper, filats, adobats, gèneres de punt, farines, tintoreria, barretines, foneria i l fabricació típicament olotina, d'imatgeria religiosa. Això no obstant, el canvi de les fonts d'energia i l'estrangulació produïda per la manca de comunicacions provoquen una crisi insostenible que genera greus conflictes socials.